# Собич, Зак
Закари Дэвид Собич (англ. Zachary David Sobiech; 3 мая 1995 — 20 мая 2013) — американский автор-исполнитель.

## Биография
Зак Собич родился в городе Стиллуотер, штат Миннесота. В 14 лет у него была диагностирована остеосаркома. Ища душевные силы для борьбы с болезнью, он начал писать песни, и позже собрал группу A firm handshake (Крепкое рукопожатие). Известность он приобрел после того, как на Youtube была выложена его композиция «Clouds». Собич написал эту композицию после того, как врачи сообщили ему, что надежды больше нет, и жить ему осталось не больше года. В песне Зак прощается с друзьями и дорогими людьми, и выражает надежду, что это расставание не навсегда. Песня неожиданно приобрела огромную популярность, и собрала более 3 миллионов просмотров на Youtube начиная с декабря 2012 года (когда была выложена) до мая 2013 года (смерти Зака).
Зак Собич скончался 20 мая 2013 года от осложнений остеосаркомы у себя дома в Лэйкленде, пригороде Сент-Паула. После его смерти родители создали фонд помощи больным остеосаркомой, носящий имя Зака.

## Наследие
- Лора Собич, мать Зака, написала автобиографическую книгу под названием «Fly a Little Higher: How God Answered a Mom's Small Prayer in a Big Way» и выпустила её в 2014 году.
- В 2019 году начались съёмки экранизации книги. Фильм получил название «Облака». Режиссёром выступил Джастин Бальдони, роли Зака и Лоры сыграли Стеффан Аргус и Нив Кэмпбелл, соответственно[1].